# Bulbophyllum ardjunense
Bulbophyllum ardjunense là một loài phong lan thuộc chi Bulbophyllum.